# Młynica (Góry Kaczawskie)
Młynica (niem. Klein Mühlberg, 462 m n.p.m.) – góra w północno-wschodniej części Grzbietu Południowego Gór Kaczawskich, w Sudetach Zachodnich. Znajduje się na zakończeniu krótkiego grzbietu bocznego, odchodzącego od Skopca ku północnemu wschodowi, w pobliżu miejscowości Wojcieszów w województwie dolnośląskim, w powiecie złotoryjskim, górując od zachodu nad jego centrum. Leży na lewym brzegu Kaczawy.
Zbudowana jest ze skał metamorficznych – zieleńców, łupków kwarcowo-serycytowych i chlorytowo-serycytowych należących do metamorfiku kaczawskiego. Porośnięta lasem świerkowym, u podnóża leżą łąki.